# Karin Rågsjö
Karin Elisabet Hellner Rågsjö, född 23 april 1955 i Enskede församling i Stockholms stad, är en svensk politiker (vänsterpartist). Hon är ordinarie riksdagsledamot sedan 2014, invald för Stockholms kommuns valkrets. Rågsjö är ledamot i Vänsterpartiets partistyrelse sedan 2012.
Rågsjö var ledamot av kommunfullmäktige i Stockholms kommun från 2006 till 2014.[källa behövs]
Hon är riksdagsledamot sedan valet 2014. I riksdagen är Rågsjö ledamot i socialutskottet sedan 2014 samt suppleant i EU-nämnden och kulturutskottet. Rågsjö var kvittningsperson 2017–2022. Hon har tidigare varit suppleant i bland annat finansutskottet och ledamotsrådet samt revisorssuppleant i Systembolaget AB.